# مركز أوكسفورد للدراسات الإسلامية

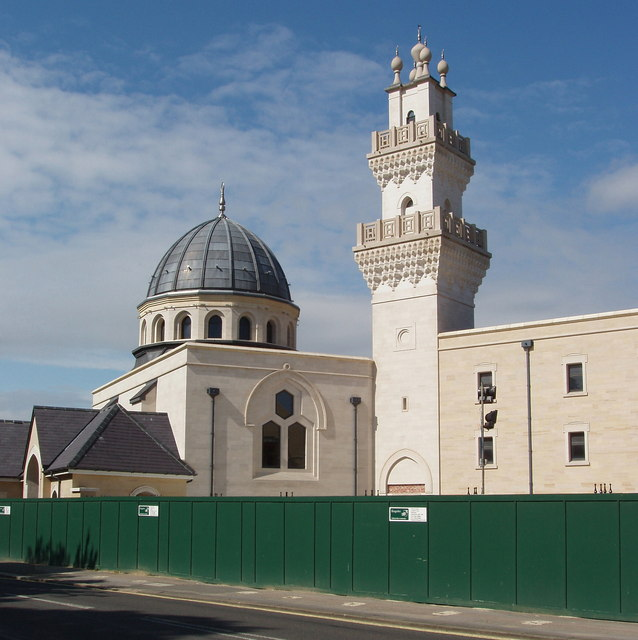
مبنى المركز الجديد.

مركز أوكسفورد للدراسات الإسلامية وتعرف اختصارا بالرموز OCIS ، هو مركز أبحاث تابع لجامعة أوكسفورد. اسست عام 1985 م لتشجيع الدراسات الإسلامية. راعي المركز هو أمير ويلز.
للمركز مبنى جديد على شارع مارستون، قرب الكلية المجدلية. طراز المبنى الجديد هو مزج بين الطراز الأوكسفوردي التقليدي و الطراز الإسلامي.

## باحثون
ممن عمل أو ما زال يعمل، كباحث في المركز:
- محمد أكرم الندوي
- عفيفي الأكيتي
- فرحان نظامي[3]
- فرانسيس روبينسون[4]

## وصلات خارجية
- موقع المركز
- نشرة أخبار المركز (بالعربية) العدد 55 و العدد 56